# Pseudomys australis
Pseudomys australis är en däggdjursart som beskrevs av Gray 1832. Pseudomys australis ingår i släktet australmöss, och familjen råttdjur. Inga underarter finns listade i Catalogue of Life.

## Utseende
Detta råttdjur är stort jämförd med andra gnagare som förekommer i Australiens torra regioner. Individerna når en kroppslängd (huvud och bål) av upp till 14 cm och svansen kan bli 12 cm lång. Arten väger vanligen 30 till 50 gram, sällan upp till 80 gram. Den har brungrå päls på ryggen och krämvit päls på undersidan. Vanligen är även svansen uppdelad i en mörk ovansida och en ljus undersida men vissa individer har en helvit svans. Huvudet kännetecknas av stora öron, stora ögon och en rund nos.

## Utbredning och habitat
Pseudomys australis förekommer i centrala Australien, främst i delstaten South Australia. Den vistas där i Eyresjöns lågland. Fram till 1960-talet fanns arten även i Western Australia. Arten är vanlig i öppna landskap med några glest fördelade buskar.

## Ekologi
Individerna är aktiva på natten och vilar på dagens i självgrävda bon. Vanligen lever små grupper i boet. Efter längre tider med regn ökar populationen kraftig och arten uppsöker områden som annars undviks. Pseudomys australis äter främst frön samt andra växtdelar och ibland insekter. Den täcker vätskebehovet med födan.
Parningen sker vanligen efter flera dagar med regn. Honan fodrar boet med växtdelar och föder efter 30 till 31 dagars dräktighet 3 till 4 ungar. Ungarna diar cirka en månad.

## Hot och status
Arten har olika naturliga eller introducerade fiender som nattglada (Elanus scriptus), en giftsnok (Pseudechis australis), dingon, rödräven och tamkatten.
Andra hot är boskapsdjur som äter växtligheten som annars är bra gömställen för gnagaren. Pseudomys australis är känslig för långa perioder av torka. IUCN kategoriserar arten globalt som sårbar.

## Bildgalleri

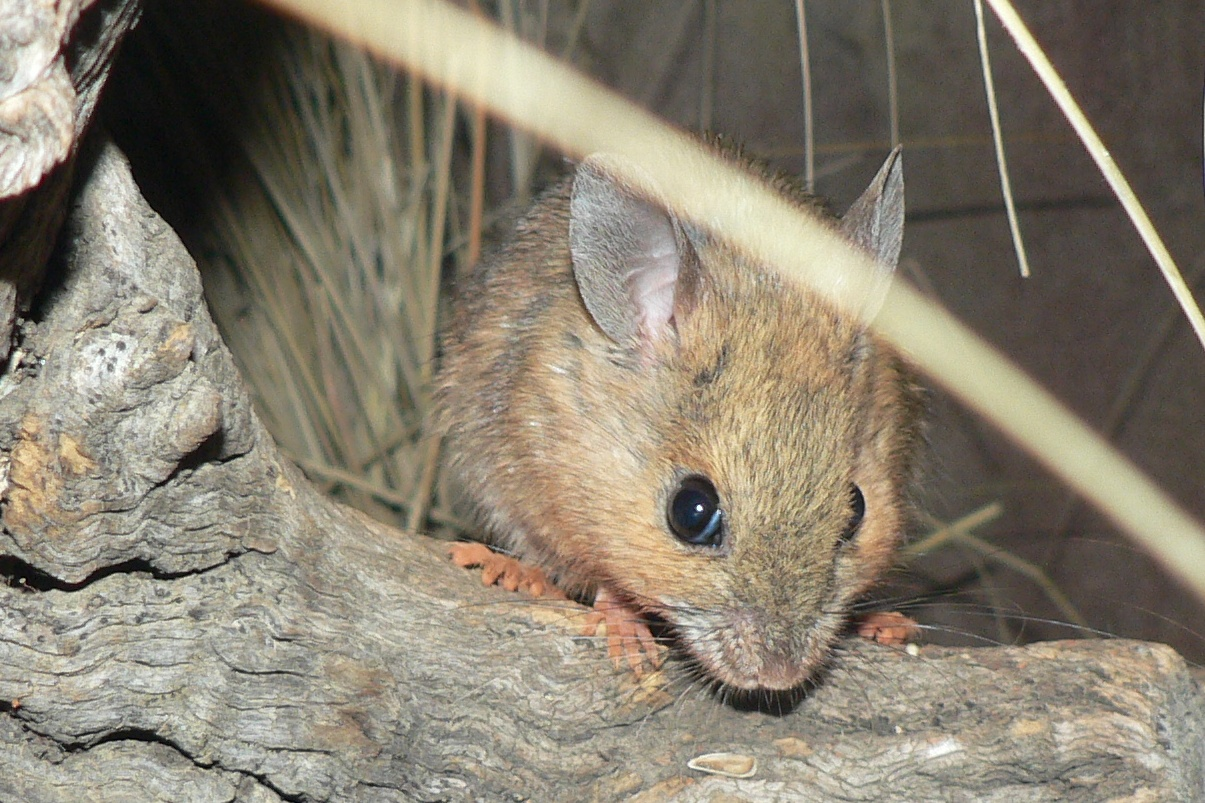
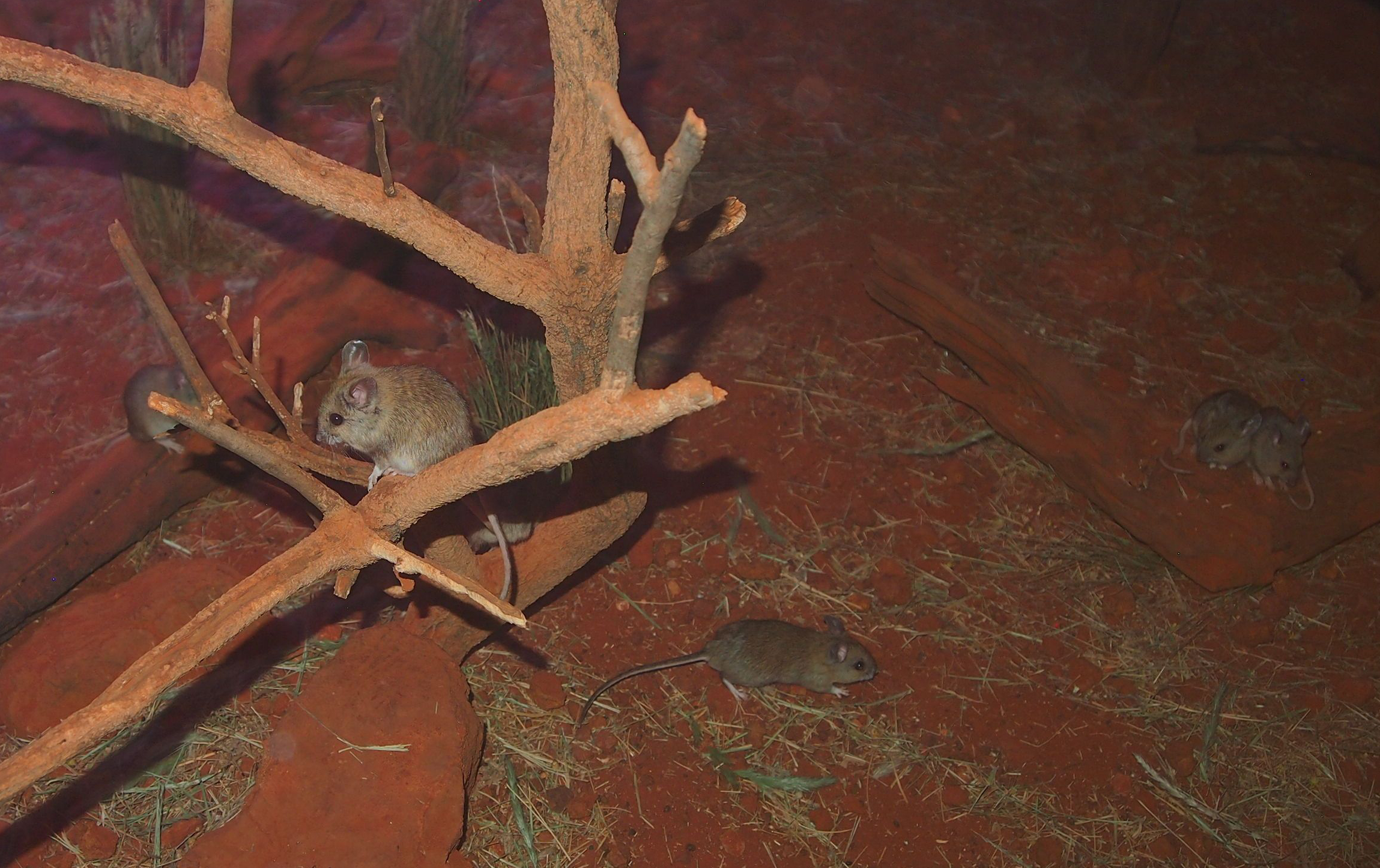
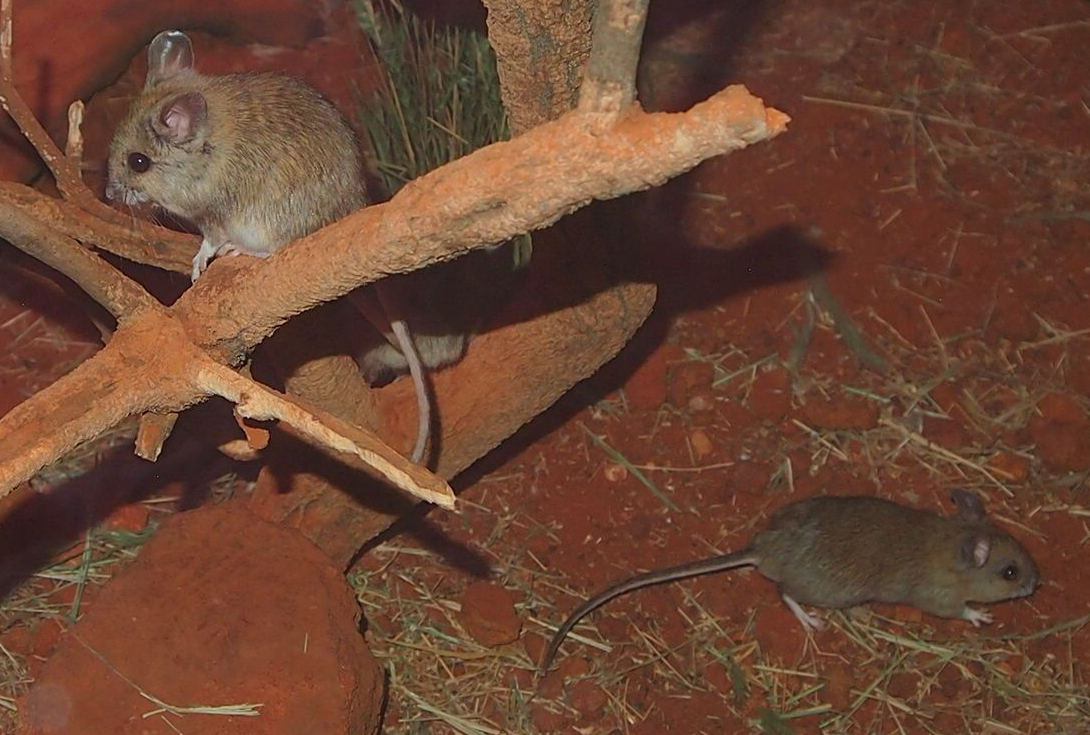